# Моргановский доллар
В Википедии есть другие статьи об 1 долларе США
«Моргановский доллар» (англ. Morgan Dollar) — серебряная монета США номиналом в 1 доллар, выпускавшаяся с 1878 по 1904 год и в 1921 году. Монета получила название в честь медальера Джорджа Т. Моргана, который разработал её внешний вид и чья монограмма помещена на аверсе монеты в нижней части изображения головы Свободы. Монета выпускалась из металла 900 пробы и содержала 24,057 грамм чистого серебра. Этот тип доллара считается классической нумизматической иллюстрацией американских идеалов свободы и независимости.

## Описание монеты
Аверс: Голова Свободы влево во фригийском колпаке с венцом-диадемой и круговом венке из ветки хлопка и колосьев пшеницы, над её головой латинский девиз: «E pluribus unum», внизу дата.
Реверс: белоголовый орлан, геральдическое изображение Североамериканских Соединенных Штатов Америки, держит в лапах оливковую ветвь и пучок стрел, вокруг венок из оливковых ветвей, под узлом венка знак монетного двора (отсутствует для монет, отчеканенных в Филадельфии). Над орлом надпись готическим шрифтом «In God We Trust». Круговая надпись: вверху «United States of America», внизу «One Dollar».
Гурт: прямая насечка.

## История монеты
Джордж Морган разработал дизайн монеты в 1876 году, использовав для аверса реальную американскую девушку — 18-летнюю студентку Анну Уиллесс Уильямс. Чеканка «моргановского доллара» началась в 1878 году из высокопробного серебра рудника Комсток штата Невада, обнаруженного и освоенного во времена Золотой лихорадки. Первый доллар Моргана был представлен президенту Хейзу 11 марта в 15 часов 17 минут. Эта монета, вместе с её описанием и свидетельством, хранится в Музее Резерфорда Б. Хейза во Фримонте, Огайо. Монета чеканилась в Филадельфии (Пенсильвания, экземпляры без знака монетного двора), в Карсон-Сити (Невада, знак монетного двора CC), в Денвере (Колорадо, знак монетного двора D), в Новом Орлеане (Луизиана, знак монетного двора O) и Сан-Франциско (Калифорния, знак монетного двора S). В 1904 году Казначейством США чеканка была приостановлена в связи с насыщением денежного обращения серебряной монетой. Чеканка была ненадолго возобновлена в 1921 году, после чего тип «моргановского доллара» был заменён следующим типом — «мирным долларом».
В 2021 году, в честь столетия прекращения выпуска «моргановского доллара», чеканка монеты была возобновлена, размер и масса монеты осталась прежней, но теперь она изготавливается из серебра 999 пробы, из-за чего её толщина немного уменьшилась, чеканка монеты продолжается и в настоящее время.

## Тираж. Только обиходные монеты
| 1878 8TF | 749,500    |
| 1878 7TF | 9,759,300  |
| 1878-CC  | 2,212,000  |
| 1878-S   | 9,774,000  |
| 1879     | 14,806,000 |
| 1879-CC  | 756,000    |
| 1879-O   | 2,887,000  |
| 1879-S   | 9,110,000  |
| 1880     | 12,600,000 |
| 1880-CC  | 591,000    |
| 1880-O   | 5,305,000  |
| 1880-S   | 8,900,000  |
| 1881     | 9,163,000  |
| 1881-CC  | 296,000    |
| 1881-O   | 5,708,000  |
| 1881-S   | 12,760,000 |
| 1882     | 11,100,000 |
| 1882-CC  | 1,133,000  |
| 1882-O   | 6,090,000  |
| 1882-S   | 9,250,000  |
| 1883     | 12,290,000 |
| 1883-CC  | 1,204,000  |
| 1883-O   | 8,725,000  |
| 1883-S   | 6,250,000  |
| 1884     | 14,070,000 |
| 1884-CC  | 1,136,000  |
| 1884-O   | 9,730,000  |
| 1884-S   | 3,200,000  |
| 1885     | 17,787,000 |
| 1885-CC  | 238,000    |
| 1885-O   | 9,185,000  |
| 1885-S   | 1,497,000  |
| 1886     | 19,963,000 |
| 1886-O   | 10,710,000 |
| 1886-S   | 750,000    |
| 1887     | 20,290,000 |
| 1887-O   | 11,550,000 |
| 1887-S   | 1,771,000  |
| 1888     | 19,183,000 |
| 1888-O   | 12,150,000 |
| 1888-S   | 657,000    |
| 1889     | 21,726,000 |
| 1889-CC  | 350,000    |
| 1889-O   | 11,875,000 |
| 1889-S   | 700,000    |
| 1890     | 16,802,000 |
| 1890-CC  | 2,309,041  |
| 1890-O   | 10,701,000 |
| 1890-S   | 8,230,373  |
| 1891     | 8,693,556  |
| 1891-CC  | 1,618,000  |
| 1891-O   | 7,954,529  |
| 1891-S   | 5,296,000  |
| 1892     | 1,036,000  |
| 1892-CC  | 1,352,000  |
| 1892-O   | 2,744,000  |
| 1892-S   | 1,200,000  |
| 1893     | 378,000    |
| 1893-CC  | 677,000    |
| 1893-O   | 300,000    |
| 1893-S   | 100,000    |
| 1894     | 110,000    |
| 1894-O   | 1,723,000  |
| 1894-S   | 1,260,000  |
| 1895-O   | 450,000    |
| 1895-S   | 400,000    |
| 1896     | 9,976,000  |
| 1896-O   | 4,900,000  |
| 1896-S   | 5,000,000  |
| 1897     | 2,822,000  |
| 1897-O   | 4,004,000  |
| 1897-S   | 5,825,000  |
| 1898     | 5,884,000  |
| 1898-O   | 4,440,000  |
| 1898-S   | 4,102,000  |
| 1899     | 330,000    |
| 1899-O   | 12,290,000 |
| 1899-S   | 2,562,000  |
| 1900     | 8,830,000  |
| 1900-O   | 12,590,000 |
| 1900-S   | 3,540,000  |
| 1901     | 6,962,000  |
| 1901-O   | 13,320,000 |
| 1901-S   | 2,284,000  |
| 1902     | 7,994,000  |
| 1902-O   | 8,636,000  |
| 1902-S   | 1,530,000  |
| 1903     | 4,652,000  |
| 1903-O   | 4,450,000  |
| 1903-S   | 1,241,000  |
| 1904     | 2,788,000  |
| 1904-O   | 3,720,000  |
| 1904-S   | 2,304,000  |
| 1921     | 44,690,000 |
| 1921-D   | 20,345,000 |
| 1921-S   | 21,695,000 |

Morgan Dollar Mintage